# 難波正司
難波 正司（なんば ただし、1956年6月3日 - ）は、日本の作曲家、編曲家、キーボーディスト、ピアニスト、音楽プロデューサー。

## 来歴
1976年、和製オールマン・ブラザーズとも呼ばれたバンド、アイドルワイルド・サウスのメンバーとしてピアノ、オルガン、シンセサイザーを担当。1stアルバム『KEEP ON TRUCKIN’』がリリースされる。
1977年に桑名正博&ティアドロップスに参加し、キーボード、編曲を担当。桑名のソロアルバムにもキーボード演奏で参加する。
1981年には、アリスの活動休止発表後に発売されたアルバム『ALICE IX 謀反』およびラスト・ツアーの模様を収録したアルバム『アリス3606日 FINAL LIVE at KORAKUEN』の編曲とプロデュース、キーボード演奏を担当する。
1991～92年にかけて、自身が作曲・編曲で携わったアルバム（パチニ・サウンドファクトリとの共同名義）やテレビドラマ『東京エレベーターガール』のサウンドトラック等がソニー・ミュージックレコーズからリリースされた。
1996年にはT-SQUAREの安藤正容によるソロ・プロジェクトANDY'Sのアルバム『MOON OVER THE CASTLE』に編曲とキーボード演奏で参加。
1997年に河村隆一の楽曲のアレンジを河村と共同で手掛ける。
1998年にはT-SQUAREにキーボード奏者、プロデューサーとして参加し、アルバム『GRAVITY』を制作。以降も幅広いジャンルにおいて作曲や編曲、プロデュースを手掛ける。

## 作品
- 『エアロビクス・トレーニング （基礎編）』〈1983年〉
- 『エアロビクス・トレーニング （応用編）』〈1983年〉
- 『強殖装甲ガイバー オリジナル サウンド・トラック』〈1986年〉

難波正司 and PACINI SOUND FACTORY名義
- 『シンデレラR357』〈1991年〉
- 『Pavlov's Dream』〈1991年〉

### ドラマ
- 『東京エレベーターガール』 - 難波正司 featuring 宮沢りえ・伊東たけし〈1992年〉

### アニメ
- 『Creamy Mami Sound Memorial Box』 馬飼野康二・難波正司〈2013年〉

## 主な作曲
IMPRESSIONS
- 「Dreams OF VICTORY」（アルバム『FORMULA 1 WORLD CHAMPIONSHIP』収録）〈1995年〉

葛城ユキ
- 「Love You Over Night（あなたへのフェンス）」（アルバム『Ballade』収録）〈1986年〉

彩恵津子
- 「Caution～Overture」（アルバム『Unknown Things』収録）〈1987年〉

NOBU CAINE
- 「CARIBBEAN PIRATES」（アルバム『NOBU CAINE』収録）〈1989年〉
- 「Grasshopper」（アルバム『NOBU CAINE 2』収録）〈1990年〉

## 主な編曲
哀川翔
- 「故郷 遠く」「嘘だろう」「REICO」「長すぎる夜と遠すぎる朝」「突風」「チンピラ達のララバイ」「-Cross Road- 今もまだ群衆の中」「明日に続く道」（アルバム『チンピラ達のララバイ』収録）〈1989年〉

網倉一也
- 「チャンス／ザ・ベスト・オブ・ウーマン」 （AB面とも　六川正彦との共作）〈1981年〉

荒井尚子
- 「Airport Café」「青春のオードヴィ」（アルバム『Je Vous Aime』収録）〈1990年〉

アリス
- 「エスピオナージ／GUILTY&PENALTY（罪と罰）」 （AB面とも）〈1981年〉

太田貴子
- 「不思議の国へ連れてって」「星屑のエモーション」「ワン・ニャン・Love狂騒曲」「大人になれない」（アルバム『Graduation』収録）〈1984年〉
- 「天使のミラクル／あなたに一番効く薬」（AB面とも）〈1985年〉
- 「ハートのSEASON／ガールズ・トーク」（AB面とも）〈1985年〉
- 「ヒーローは泣かない」「潮風のCradle」「Fantastic Rain」「センチメンタルレポート」「ひとりぼっちのエンディング」（アルバム『Long Good-bye』収録）〈1985年〉

影山ヒロノブ
- 「セント・エルモス・ファイアー」〈1985年〉

葛城ユキ
- 「HEY MEN!」（「SEASIDE DANCING」B面）〈1982年〉
- アルバム『Ballade』（全編曲）〈1986年〉

河村隆一
- 「Glass」（河村隆一・中村哲との共作）〈1997年〉
- 「BEAT」（河村隆一との共作）〈1997年〉
- 「Love」「Evolution」「Christmas」（アルバム『Love』収録・河村隆一との共作）〈1997年〉

京本政樹
- アルバム『My Present』（全編曲）〈1985年〉
- 「白夜」「Down Town物語Ⅰ」「Reminiscence」「裏切りBaby」「風のセーラー Perversion」「Down Town物語 Ⅱ」（アルバム『太陽のかけら』収録）〈1987年〉

久野かおり
- 「ため息はボサノヴァ色」「Love In The Mist」（アルバム『ROSE』収録）〈1991年〉

国生さゆり
- 「こわれた太陽」（「星屑の狙撃手」B面）〈1987年〉
- 「ガラスの森／WAIT!」（AB面とも）〈1988年〉

小林健
- アルバム『URBAN BLUE』（全曲小林健との共作）〈1986年〉

郷ひろみ
- 「最終便にまにあえば」〈1989年〉

彩恵津子
- アルバム『Unknown Things』（全編曲）〈1987年〉

里中茶美
- 「勇気のしずく」（「魔法のビート」B面）〈1989年〉
- 「オリバー」〈1990年〉

翔
- 「あばずれナイス･ガール」「Sweet Time Melody」「言えなくて I Love You」（アルバム『THE KING OF ROCK’N ROLL』収録）〈1985年〉

SHOW-YA
- 「ONE WAY HEART／LOVE SICK」（AB面とも）〈1986年〉

谷村新司
- 「スーパースター」 〈1983年〉
- 「儚きは」（「愛の誓い」B面）〈1985年〉

中村由真
- 「ひとときの水彩画」「ティーンネイジ・最終出口」「淋しさのミリバール」「悲しみはほのかに優しく」（アルバム『Splash』収録）〈1988年〉

西村知美
- 「眠り姫／シャツの下の天使」（AB面とも）〈1989年〉

久松史奈
- 「DON'T LEAVE ME NOW」「GROWING UP」「17のまま」「瞬きもせずに」（アルバム『BIRTH』収録）〈1993年〉

本田美奈子
- 「キャンセル」「止まらないRAILWAY」「Lovesong for somebody」「涙をF.O.して」（アルバム『CANCEL』収録）〈1986年〉

吉川忠英
- 「おんなたち」「ハーフタイム」「コントラスト」「ハルジョオン･ヒメジョオン」「ミュージシャン」「おやすみなさい」「陽ざしの中で」（アルバム『素敵?そうでもないよ』収録）〈1983年〉

ルー・フィン・チャウ
- 「燃ゆる瞳」（「スター誕生」 B面）〈1982年〉

渡辺真知子
- 「心の距離」（「哀愁トラベラー」 B面）〈1988年〉

## レコーディング参加作品
安藤まさひろ
- 『ANDY’S』（アレンジ、キーボード、シンセサイザー）〈1996年〉

アン・ルイス
- 『Pink Specials』（キーボード）〈1979年〉

桑名正博
- 『マサヒロ・II』〈1977年〉『テキーラ・ムーン』〈1978年〉『KUWANA No.5』〈1979年〉

T-SQUARE plus
- 「LITTLE MERMAID」「It’S HAPPENING AGAIN」（アルバム『TRUTH 21century』収録 - アレンジメント、キーボード）〈2001年〉

BUCK-TICK
- 『殺シノ調べ This is NOT Greatest Hits』（コーラス、アレンジメント、キーボード）〈1992年〉